# Alue Abee
Alue Abee is een bestuurslaag in het regentschap Aceh Utara van de provincie Atjeh, Indonesië. Alue Abee telt 199 inwoners (volkstelling 2010).